# Ruy Almeida
Rui de Cruz Almeida (São Luís, 17 de outubro de 1900 — 27 de agosto de 1956) foi um político brasileiro. Exerceu o mandato de deputado federal pelo então Distrito Federal em 1946-1955.
Frequentou a Escola Militar do Realengo, na cidade do Rio de Janeiro, no então Distrito Federal. Formou-se em Arquitetura e especializou-se em desenho técnico e em literatura portuguesa e brasileira.
Tornou-se primeiro-tenente em setembro de 1923. Foi promovido a capitão em fevereiro de 1933, a major em fevereiro de 1938 e a tenente-coronel em fevereiro do ano seguinte. Durante a Segunda Guerra Mundial (1939-1945), integrou a Coordenação da Mobilização Econômica, órgão criado em setembro de 1942 com a finalidade de organizar a economia brasileira devido à situação provocada pelo conflito.
Foi membro da Academia Brasileira de Filologia, do Instituto Brasileiro de Cultura, da Sociedade de Homens e Letras do Brasil e correspondente do Instituto Histórico e Geográfico de São Paulo, da Sociedade de Estudos Filológicos de São Paulo e da Sociedade de Sociologia de São Paulo.
Sua atuação política teve início em outubro de 1934, quando elegeu-se vereador no então Distrito Federal, exercendo o mandato até novembro de 1937. Filiou-se ao Partido Trabalhista Brasileiro (PTB) e foi empossado, em fevereiro de 1946, como deputado pelo então Distrito Federal à Assembleia Nacional Constituinte.
Publicou a obra "Cooperemos para a boa linguagem".
1. ↑  Brasil, CPDOC - Centro de Pesquisa e Documentação História Contemporânea do. «RUI DE CRUZ ALMEIDA | CPDOC - Centro de Pesquisa e Documentação de História Contemporânea do Brasil». CPDOC - Centro de Pesquisa e Documentação de História Contemporânea do Brasil. Consultado em 22 de outubro de 2017
2. 1 2 3 4  Brasil, CPDOC - Centro de Pesquisa e Documentação História Contemporânea do. «RUI DE CRUZ ALMEIDA | CPDOC - Centro de Pesquisa e Documentação de História Contemporânea do Brasil». CPDOC - Centro de Pesquisa e Documentação de História Contemporânea do Brasil. Consultado em 26 de setembro de 2018